# Pterocolus ovatus
Espèce
Pterocolus ovatus est une espèce d'insectes coléoptères appartenant à la famille des Attelabidae.